# Barreiro e Lavradio
Barreiro e Lavradio (oficialmente: União das Freguesias de Barreiro e Lavradio) é uma freguesia portuguesa do município do Barreiro com 7,74 km² de área e 21 813 habitantes (censo de 2021). A sua densidade populacional é 2 818,2 hab./km².

## História
Foi constituída em 2013, no âmbito de uma reforma administrativa nacional, pela agregação das antigas freguesias de Barreiro e Lavradio e tem a sede no Barreiro.

## Demografia
A população registada nos censos foi:
| Distribuição da População por Grupos Etários | Distribuição da População por Grupos Etários | Distribuição da População por Grupos Etários | Distribuição da População por Grupos Etários | Distribuição da População por Grupos Etários |
| -------------------------------------------- | -------------------------------------------- | -------------------------------------------- | -------------------------------------------- | -------------------------------------------- |
| Ano                                          | 0-14 Anos                                    | 15-24 Anos                                   | 25-64 Anos                                   | > 65 Anos                                    |
| 2001                                         | 2979                                         | 2768                                         | 12254                                        | 3873                                         |
| 2011                                         | 3275                                         | 2036                                         | 11884                                        | 4682                                         |
| 2021                                         | 2912                                         | 2348                                         | 11287                                        | 5266                                         |

À data da junção das freguesias, a população registada no censo anterior (2011) foi:
| Freguesia atual     | Freguesia atual  | Freguesia atual | Freguesias antigas | Freguesias antigas | Freguesias antigas |
| Freguesia           | População (2011) | Área (km²)      | Freguesia          | População (2011)   | Área (km²)         |
| ------------------- | ---------------- | --------------- | ------------------ | ------------------ | ------------------ |
| Barreiro e Lavradio | 21 877           | 7,74            | Barreiro           | 7449               | 3,71               |
| Barreiro e Lavradio | 21 877           | 7,74            | Lavradio           | 14 428             | 4,03               |